# 斯波詮高
斯波詮高（しば あきたか）是战国時代陸奧國戰國大名。高水寺斯波氏当主（奥南落穂集）。
高水寺斯波氏 是室町幕府管領家斯波氏一族，也被称为「斯波御所」、「奥の斯波殿」，在家族中拥有很高的家格。

## 历史
明應元年（1492年），父教兼取得了志和郡地頭職後、詮高在明応4年（1495年）下向高水寺城（奥南落穂集）。
富有谋略，攻略雫石地方放逐了户泽氏的势力，雫石城攻略後令次男・詮貞入驻雫石城，三男诠义入驻雫石領内的猪去館以巩固家中的势力，构造了高水寺斯波家的全盛期。
天文18年（1549年）死去。享年74岁。由嫡男经詮继承家督。
有異説为诠高为越前斯波氏的鞍谷氏出身。

## 脚注
1. ↑  佐藤圭「战国期の越前斯波氏について」（初出:『若越郷土研究』第45巻4・5号（2000年）/木下聡 編著『シリーズ・室町幕府の研究 第一巻 管領斯波氏』（戒光祥出版、2015年）ISBN 978-4-86403-146-2）